# Fresnay-sur-Sarthe
Fresnay-sur-Sarthe är en kommun i departementet Sarthe i regionen Pays de la Loire i nordvästra Frankrike. Kommunen ligger i kantonen Fresnay-sur-Sarthe som tillhör arrondissementet Mamers. År 2018 hade Fresnay-sur-Sarthe 1 903 invånare.

## Befolkningsutveckling
Antalet invånare i kommunen Fresnay-sur-Sarthe
| Referens: INSEE |